# Skilanglauf-Weltcup-Finale
Das Skilanglauf-Weltcup-Finale war ein Wettbewerb im Skilanglauf, der im Rahmen des Skilanglauf-Weltcups am Ende der Saison ausgetragen wurde. Der wie die Tour de Ski und das Nordic Opening aus mehreren Etappen bestehende Wettbewerb wurde erstmals in der Saison 2007/08 und letztmals in der Saison 2018/19 ausgetragen. In den Saison 2020/21 sowie 2021/22 fiel es aus. Anschließend beschloss die FIS kein Weltcup-Finale mehr austragen zu lassen. Es bestand in der Regel aus drei oder vier Etappen.

## Etappen

### 1. Etappe (Sprint)
Wie die Tour de Ski startete auch das Skilanglauf-Weltcup-Finale mit einem Prolog. Der Prolog wurde sowohl bei den Damen als auch bei den Herren als Sprintwettbewerb ausgetragen. Bei der Qualifikation starteten die aktuell besten 30 Athleten des Gesamtweltcups in einer zuvor ausgelosten Reihenfolge in der ersten Gruppe. Anschließend gingen alle anderen Starter mit Weltcuppunkten an den Start. Athleten ohne Weltcuppunkte starteten gemäß ihren FIS Sprint Punkten. Athleten mit den höchsten FIS Sprint Punkten starteten als letzte in der Qualifikation.
Für die 30 besten Athleten, die das Finale erreicht haben, wurden gemäß der Endplatzierung Bonussekunden für die Gesamtwertung vergeben. Die Bonussekunden wurden der Endzeit des Athleten aus dem Wettbewerb abgezogen.
| Platz         | 1  | 2  | 3  | 4  | 5  | 6  | 7  | 8  | 9  | 10 | 11 | 12 | 13 | 14 | 15 | 16 | 17 | 18 | 19 | 20 | 21 | 22 | 23 | 24 | 25 | 26 | 27 | 28 | 29 | 30 |
| Bonussekunden | 60 | 56 | 52 | 48 | 44 | 42 | 40 | 38 | 36 | 34 | 32 | 30 | 18 | 17 | 16 | 15 | 14 | 13 | 12 | 11 | 10 | 9  | 8  | 7  | 6  | 5  | 4  | 3  | 2  | 1  |

### 2. Etappe (Einzelwettbewerb)
Alle teilnehmenden Athleten starteten in umgekehrter Reihenfolge der aktuellen Gesamtwertung des Weltcup-Finals nach dem ersten Wettbewerb. Die 2. Etappe wurde als Einzelwettbewerb mit Individualstart ausgetragen. Die ersten drei Athleten des Wettbewerbs erhielten Bonussekunden für die Gesamtwertung gutgeschrieben. Der Sieger erhielt 15, der Zweitplatzierte 10 und der Drittplatzierte 5 Bonussekunden.

### 3. Etappe (Verfolgungswettbewerb/Massenstart)
Bei der 3. Etappe handelte es sich um einen Verfolgswettbewerb, bei dem sowohl in der klassischen als auch in der freien Technik gelaufen werden musste. Das Rennen wurde als Massenstart ausgetragen, bei dem die Startpositionen wiederum gemäß der aktuellen Platzierung in der Gesamtwertung des Weltcup-Finals zugewiesen wurden. Über die Distanz verteilt wurden mehrere Zwischensprints ausgetragen. Sowohl die drei Erstplatzierten der Zwischensprints als auch die drei Erstplatzierten im Ziel erhielten 15, 10 bzw. 5 Bonussekunden für die Gesamtwertung gutgeschrieben.

### 4. Etappe (Handicapstart)
Der letzte Wettbewerb des Weltcup-Finals wurde als Einzelwettbewerb im Handicapstart ausgetragen. Dies bedeutete, dass der Start gemäß der aktuellen Platzierung in der Gesamtwertung und mit den jeweiligen Rückständen der Athleten auf den Gesamtführenden erfolgte. Bei sehr großen Zeitabständen konnte ein Wellenstart erfolgen. Hierbei starteten Athleten mit unterschiedlichen Rückständen auf den Gesamtführenden gleichzeitig. Der Athlet, der als Erster das Ziel erreichte, war der Gewinner des Skilanglauf-Weltcup-Finals. Die Tageswertung wurde gemäß der Tageszeit für die spezifischen Kilometer der Etappe erstellt und konnte somit vom Zieleinlauf abweichen.

## Zeitlimit
Genau wie bei der Tour de Ski konnten Athleten, die ein bestimmtes Zeitlimit während eines Einzelwettbewerbs überschreiten, vom Weltcup-Finale ausgeschlossen werden. Bei Wettbewerben mit einer Distanz von weniger als 5 km Länge lag das Zeitlimit 23 % über der Siegerzeit bei den Damen und 20 % über der Siegerzeit bei den Herren. Bei Etappen mit mehr als 5 km Länge betrugen die Prozentwerte 18 bei den Damen und 15 bei den Herren. Athleten, die diese Prozentwerte überschritten, wurden vom Weltcup-Finale ausgeschlossen. Bei speziellen Bedingungen konnte die Jury diese Werte anpassen.

## Austragungsorte
| Saison | Etappenort        |
| ------ | ----------------- |
| 2008   | Bormio            |
| 2009   | Stockholm / Falun |
| 2010   | Stockholm / Falun |
| 2011   | Stockholm / Falun |
| 2012   | Stockholm / Falun |
| 2013   | Stockholm / Falun |
| 2014   | Falun             |
| 2017   | Québec            |
| 2018   | Falun             |
| 2019   | Québec            |
| 2021   | Peking            |
| 2022   | Tjumen            |

## Gesamtwertung
Die Gesamtwertung des Skilanglauf-Weltcup-Finals basierte auf der kumulierten Zeit aus allen 4 Wettbewerben abzüglich der erkämpften Bonussekunden. Der Athlet mit der geringsten Gesamtzeit war der Gewinner des Skilanglauf-Weltcup-Finale.

### Männer
| Saison | Sieger                                                                      | Zweiter                                                                     | Dritter                                                                     |
| ------ | --------------------------------------------------------------------------- | --------------------------------------------------------------------------- | --------------------------------------------------------------------------- |
| 2008   | Vincent Vittoz                                                              | Lukáš Bauer                                                                 | Giorgio Di Centa                                                            |
| 2009   | Dario Cologna                                                               | Vincent Vittoz                                                              | Alexander Legkow                                                            |
| 2010   | Petter Northug                                                              | Maurice Manificat                                                           | Marcus Hellner                                                              |
| 2011   | Petter Northug                                                              | Finn Hågen Krogh                                                            | Dario Cologna                                                               |
| 2012   | Dario Cologna                                                               | Devon Kershaw                                                               | Niklas Dyrhaug                                                              |
| 2013   | Petter Northug                                                              | Finn Hågen Krogh                                                            | Martin Johnsrud Sundby                                                      |
| 2014   | Martin Johnsrud Sundby                                                      | Alex Harvey                                                                 | Alexander Legkow                                                            |
| 2017   | Johannes Høsflot Klæbo                                                      | Alex Harvey                                                                 | Niklas Dyrhaug                                                              |
| 2018   | Alexander Bolschunow                                                        | Alex Harvey                                                                 | Dario Cologna                                                               |
| 2019   | Johannes Høsflot Klæbo                                                      | Alex Harvey                                                                 | Alexander Bolschunow                                                        |
| 2021   | Wettkämpfe aufgrund der COVID-19-Pandemie abgesagt.                         | Wettkämpfe aufgrund der COVID-19-Pandemie abgesagt.                         | Wettkämpfe aufgrund der COVID-19-Pandemie abgesagt.                         |
| 2022   | Wettkämpfe aufgrund des russischen Überfalls auf die Ukraine 2022 abgesagt. | Wettkämpfe aufgrund des russischen Überfalls auf die Ukraine 2022 abgesagt. | Wettkämpfe aufgrund des russischen Überfalls auf die Ukraine 2022 abgesagt. |

### Frauen
| Saison | Siegerin                                                                    | Zweite                                                                      | Dritte                                                                      |
| ------ | --------------------------------------------------------------------------- | --------------------------------------------------------------------------- | --------------------------------------------------------------------------- |
| 2008   | Virpi Kuitunen                                                              | Justyna Kowalczyk                                                           | Claudia Nystad                                                              |
| 2009   | Justyna Kowalczyk                                                           | Therese Johaug                                                              | Charlotte Kalla                                                             |
| 2010   | Marit Bjørgen                                                               | Justyna Kowalczyk                                                           | Charlotte Kalla                                                             |
| 2011   | Marit Bjørgen                                                               | Justyna Kowalczyk                                                           | Therese Johaug                                                              |
| 2012   | Marit Bjørgen                                                               | Heidi Weng                                                                  | Charlotte Kalla                                                             |
| 2013   | Marit Bjørgen                                                               | Therese Johaug                                                              | Charlotte Kalla                                                             |
| 2014   | Therese Johaug                                                              | Marit Bjørgen                                                               | Heidi Weng                                                                  |
| 2017   | Marit Bjørgen                                                               | Heidi Weng                                                                  | Stina Nilsson                                                               |
| 2018   | Marit Bjørgen                                                               | Jessie Diggins                                                              | Sadie Bjornsen                                                              |
| 2019   | Stina Nilsson                                                               | Therese Johaug                                                              | Ingvild Flugstad Østberg                                                    |
| 2021   | Wettkämpfe aufgrund der COVID-19-Pandemie abgesagt.                         | Wettkämpfe aufgrund der COVID-19-Pandemie abgesagt.                         | Wettkämpfe aufgrund der COVID-19-Pandemie abgesagt.                         |
| 2022   | Wettkämpfe aufgrund des russischen Überfalls auf die Ukraine 2022 abgesagt. | Wettkämpfe aufgrund des russischen Überfalls auf die Ukraine 2022 abgesagt. | Wettkämpfe aufgrund des russischen Überfalls auf die Ukraine 2022 abgesagt. |

## Erfolgreichste Athleten

### Männer
| Platz | Name                   | Land       | Von  | Bis  | Sieger | Zweiter | Dritter | Gesamt |
| ----- | ---------------------- | ---------- | ---- | ---- | ------ | ------- | ------- | ------ |
| 1     | Petter Northug         | Norwegen   | 2010 | 2013 | 3      | –       | –       | 3      |
| 2     | Dario Cologna          | Schweiz    | 2009 | 2018 | 2      | –       | 2       | 4      |
| 3     | Johannes Høsflot Klæbo | Norwegen   | 2017 | 2019 | 2      | –       | –       | 2      |
| 4     | Vincent Vittoz         | Frankreich | 2008 | 2009 | 1      | 1       | –       | 2      |
| 5     | Alexander Bolschunow   | Russland   | 2018 | 2019 | 1      | –       | 1       | 2      |
| 5     | Martin Johnsrud Sundby | Norwegen   | 2013 | 2014 | 1      | –       | 1       | 2      |

Stand: 20. März 2022

### Frauen
| Platz | Name              | Land     | Von  | Bis  | Siegerin | Zweite | Dritte | Gesamt |
| ----- | ----------------- | -------- | ---- | ---- | -------- | ------ | ------ | ------ |
| 1     | Marit Bjørgen     | Norwegen | 2010 | 2018 | 6        | 1      | –      | 7      |
| 2     | Therese Johaug    | Norwegen | 2009 | 2019 | 1        | 3      | 1      | 5      |
| 3     | Justyna Kowalczyk | Polen    | 2008 | 2011 | 1        | 3      | –      | 4      |
| 4     | Stina Nilsson     | Schweden | 2017 | 2019 | 1        | –      | 1      | 2      |
| 5     | Virpi Kuitunen    | Finnland | 2008 | 2008 | 1        | –      | –      | 1      |

Stand: 20. März 2022

## Spitzenreitertrikots
Der Gesamtführende des Skilanglauf-Weltcup-Finals trug das Gesamt-Spitzenreiter-Trikot. Der Führende der Sprintwertung trug das Sprint-Spitzenreiter-Trikot. Handelte es sich beim Führenden in der Sprintwertung um den Athleten der auch in der Gesamtwertung führte, so musste dieser das Gesamt-Spitzenreiter-Trikot tragen. Der Zweitplatzierte in der Sprintwertung übernahm dann das Sprint-Spitzenreiter-Trikot.

## Weltcuppunkte
Für die Gesamtwertung wurden die doppelte Weltcuppunkteanzahl vergeben. Der Sieger des Weltcup-Finales erhielt somit 200 Weltcuppunkte. Bei jeder Etappe wurden die halbe Punkteanzahl an die ersten 15 Athleten vergeben. Ein Athlet musste alle Etappen beenden, um die Weltcuppunkte für eine Etappe zu erhalten. Die Aufgabe während eines Rennens bedeutete gleichzeitig den Ausschluss von den weiteren Wettbewerben des Weltcup-Finales und den Verlust aller bis dahin erkämpften Weltcuppunkte.
Die erkämpften Weltcuppunkte wurden für die Gesamtwertung und die Disziplinenwertungen des Skilanglauf-Weltcups gewertet.
| Platz                       | 1   | 2   | 3   | 4   | 5  | 6  | 7  | 8  | 9  | 10 | 11 | 12 | 13 | 14 | 15 | 16 | 17 | 18 | 19 | 20 | 21 | 22 | 23 | 24 | 25 | 26 | 27 | 28 | 29 | 30 |
| Gesamtwertung Weltcupfinale | 200 | 160 | 120 | 100 | 90 | 80 | 72 | 64 | 58 | 52 | 48 | 44 | 40 | 36 | 32 | 30 | 28 | 26 | 24 | 22 | 20 | 18 | 16 | 14 | 12 | 10 | 8  | 6  | 4  | 2  |
| Etappe Weltcupfinale        | 50  | 46  | 43  | 40  | 37 | 34 | 32 | 30 | 28 | 26 | 24 | 22 | 20 | 18 | 16 | 15 | 14 | 13 | 12 | 11 | 10 | 9  | 8  | 7  | 6  | 5  | 4  | 3  | 2  | 1  |